# عنبري (لون)
اللون العنبري يقع في منتصف المسافة بين الأصفر والبرتقالي , وهو مشتق من اسم لون مادة العنبر وفي اللغة الإنجليزية سجل أول استخدام للمصطلح كلون في 1500.

## العنبر في الثقافة
- أجهزة الكمبيوتر
- الجرائم : يستخدم في نشرات تنبيه اختطاف الأطفال في الولايات المتحدة وكندا
- الديكور
- الرياضة
- النقل : يستخدم العنبر في الاشارات الضوئية ومصابيح السيارات